# Anacharsis Cloots
Jean-Baptiste Cloots, barón de Gnadenthal o del Val-de-Grâce, o Jean-Baptiste du Val-de-Grâce, conocido como Anacharsis Cloots (Cléveris, 24 de junio de 1755-París, 23 de marzo de 1794) fue un jacobino prusiano nacionalizado francés en 1792, muy activo durante la Revolución Francesa.

## Biografía
Nacido en el castillo de Gnadenthal, que él llamaba du Val-de-Grâce en francés, cerca de Cléveris, procedía de una familia de negociantes holandesa instalada en Prusia, que había obtenido una baronía hacía poco. Educado en Francia y galófilo, según sus propias palabras, a la muerte de su padre heredó una fortuna que le permitió viajar por Europa para comprobar la necesidad de reformas en las sociedades del Antiguo Régimen. Al estallar la Revolución en París en 1789, se desplazó allí para estar en el corazón de los acontecimientos.
Era jacobino y actuó como antirreligioso virulento. Refiriéndose a las convicciones religiosas, en un discurso del 26 de diciembre de 1793 declaró que "La República de los derechos del hombre no es ni teísta ni atea, es nihilista", empleando este término para referirse a la multitud de aquellos que no estaban «ni por ni contra de la Revolución». Promovió el culto a la razón, y formó parte de la Sociedad de Amigos de la Verdad en toda la Tierra. Fue un acérrimo defensor de las guerras revolucionarias con el fin de "liberar a los pueblos subyugados por la superstición", y propuso que Francia se extendiese hasta sus fronteras terrestres "naturales": hasta el cauce del Rin, anexionando Bélgica y parte de Prusia, y hasta las cumbres de los Alpes, anexionando Saboya. Reclamó la abolición de los títulos nobiliarios, y tomó parte activa en la campaña de descristianización lanzada por Joseph Fouché. Aparte de colaborar con varios periódicos, a partir de 1792 editó el panfleto L'orateur universel (El orador universal).
En la Fiesta de la Federación del 14 de julio de 1790, encabezó una nutrida delegación de revolucionarios extranjeros, la autodenominada "Embajada de la Condición Humana" y su discurso le valió el apodo de "orador del género humano", que él mismo adoptó en seguida. Cambió su nombre por el de Anacarsis, en homenaje al filósofo de la Antigüedad, y adquirió la nacionalidad francesa en agosto de 1792. Fue elegido en septiembre del mismo año diputado de la Convención por el Departamento de Oise, y llegó a presidir el Club de los Jacobinos en 1792 durante un mes.
Pero su postura belicista y su ateísmo acervado le enfrentaron con Robespierre, Camille Desmoulins y Fabre d'Eglantine. Desconfiaban, al igual que un buen número de jacobinos, de su amistad con el banquero holandés Van den Yver, y de sus estrechas relaciones con la comunidad extranjera en la que se habían descubierto agentes de las monarquías europeas infiltrados en las filas de los hebertistas, promoviendo acciones extremistas que descreditaban la República. Convencieron a la Convención para que votase su exclusión junto a Thomas Paine el 6 de Nivoso del año I. Fue arrestado a los dos días y juzgado por el Tribunal revolucionario junto con los Hebertistas.
Murió guillotinado el 4 de germinal del año II, acusado de apoyar la conjura de Jacques-René Hébert.

## Obra

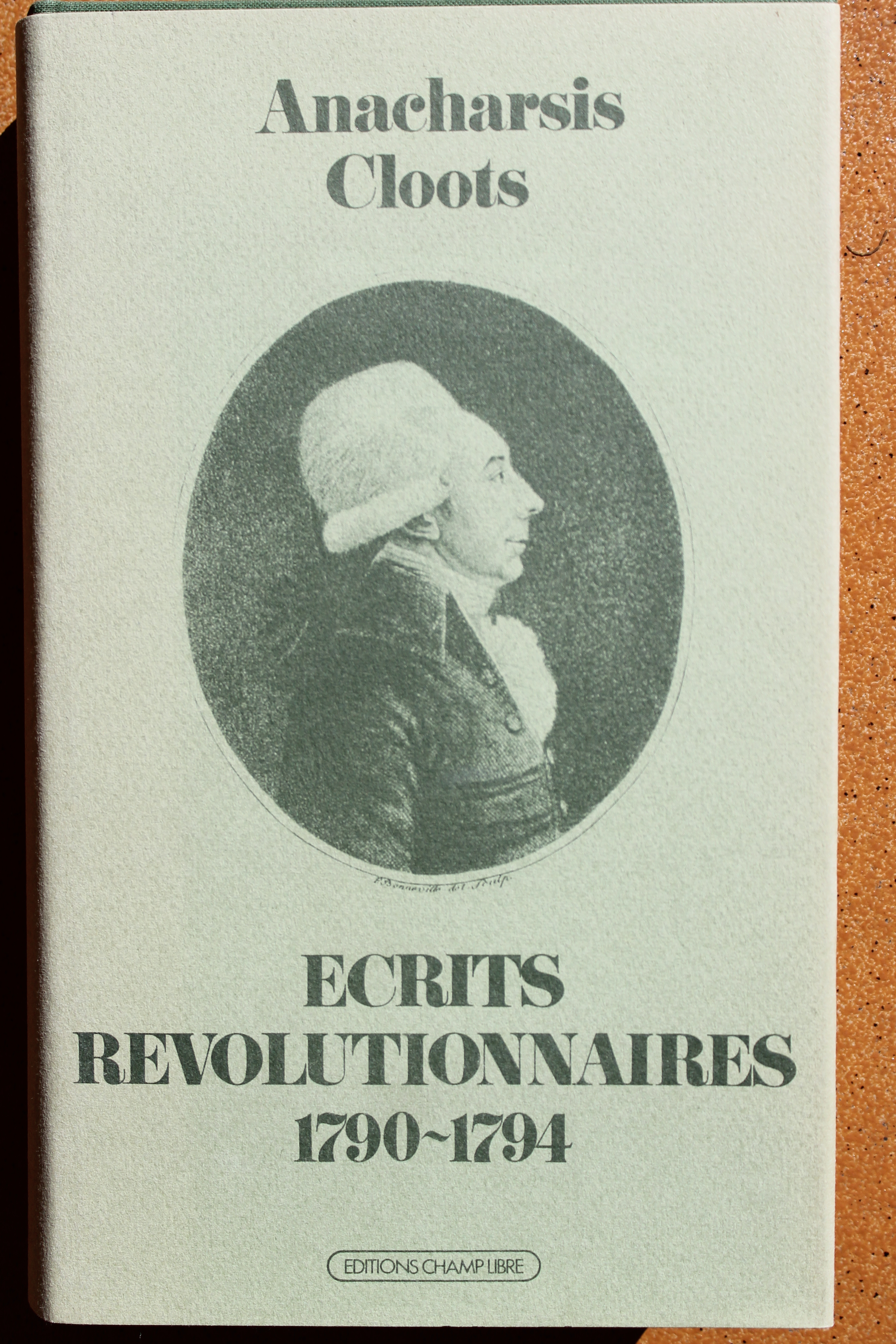
Écrits révolutionnaires (1790-1794)

- Écrits révolutionnaires (1790-1794), présentés par Michèle Duval, volume relié, París, éditions Champ Libre, 1979.
- La Certitude des preuves du mahométisme (Londres, 1780), publicado bajo el seudónimo de Ali-GurBer, en answer to Nicolas-Sylvestre Bergier's Certitude des preuves du christianisme
- Voeux d'un gallophile, (París, 1786).
- Adresse d'un Prussien à un Anglais (París, 1790).
- Discours prononcé à la barre de l'Assemblée nationale par M. de Cloots, du Val-de-Grâce,... à la séance du 19 juin 1790 (1790).
- L'Orateur du genre humain, ou Dépêches du Prussien Cloots au Prussien Herzberg (París, 1791)
- La République universelle ou adresse aux tyrannicides (1792).
- Bases constitutionnelles de la République du genre humain (París, 1793).
- Voltaire triomphant ou les prêtres déçus (178?).